# اوهی
اوهی (به لاتین: Uhy) یک منطقهٔ مسکونی در جمهوری چک است که در شهرستان کلادنو واقع شده‌است. اوهی ۵٫۸ کیلومتر مربع مساحت و ۳۸۷ نفر جمعیت دارد و ۱۹۹ متر بالاتر از سطح دریا واقع شده‌است.